# 스티븐 휘테커 (배우)
스티븐 휘테커(Stephen Whittaker, 1947년 6월 28일 ~ 2003년 2월 7일)는 영국의 영화 감독, 배우, 텔레비전 배우이다.
런던에서 태어났으며 런던에서 사망하였다.

## 영화
- 로켓 포스트 (2006년)
- 아들과 연인 (2003년)
- 니콜라스 니클비의 인생과 모험 (2001년)
- 클로징 넘버스 (1993년)
- 언제나 마음은 태양 (1967년)